# Agrostis pallescens
Agrostis pallescens là một loài thực vật có hoa trong họ Hòa thảo. Loài này được Cheeseman mô tả khoa học đầu tiên năm 1921.